# Klaus Küng

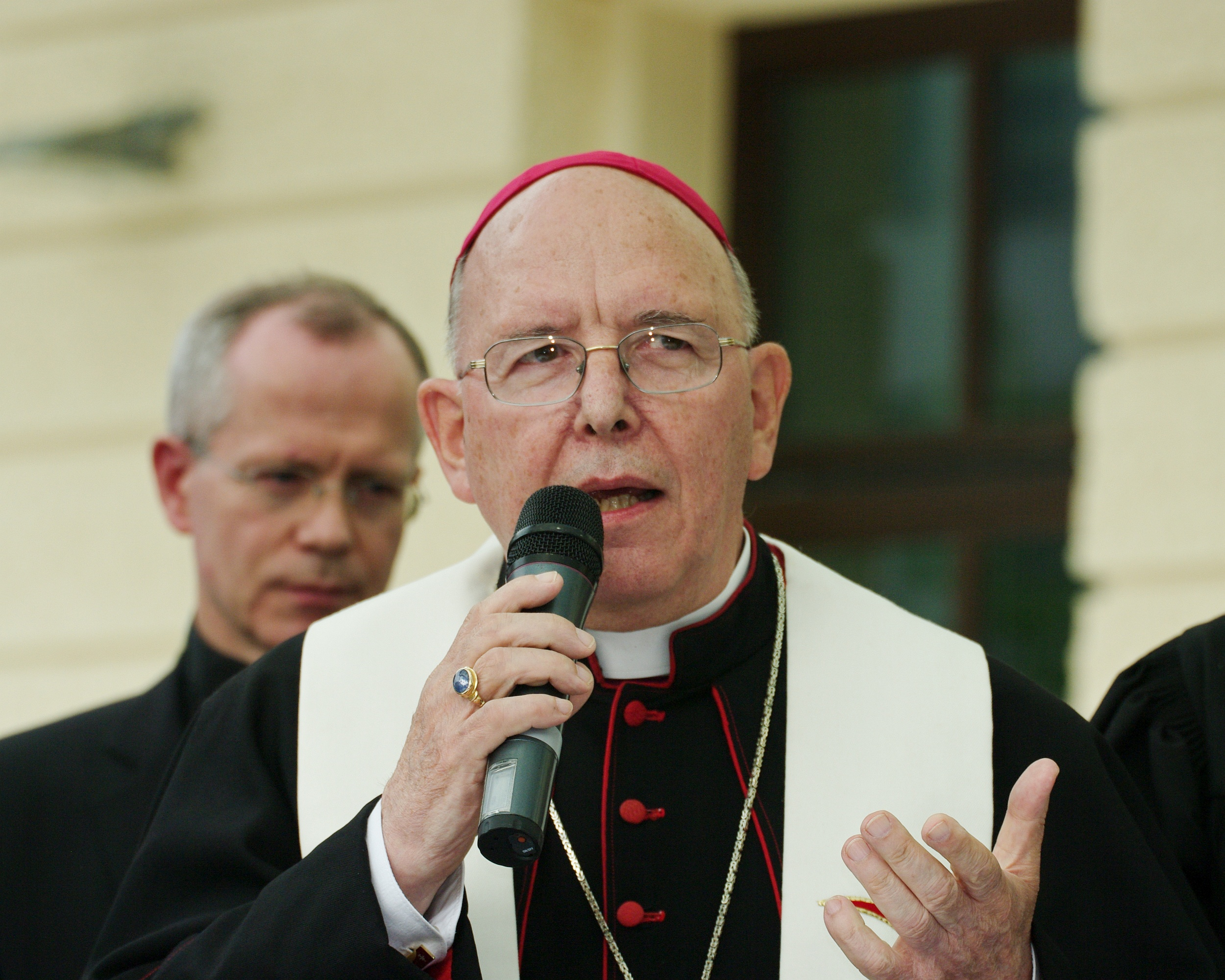
Bischof Klaus Küng (2010)

Bischofswappen

Klaus Küng (* 17. September 1940 in Bregenz, Vorarlberg) ist ein österreichischer Geistlicher und römisch-katholischer Bischof. Von 1989 bis 2004 war er Bischof der Diözese Feldkirch und von 2004 bis 2018 Bischof der Diözese St. Pölten.

## Leben
Klaus Küng, jüngstes von vier Kindern des Stadtarztes Josef Küng und Renelde Küng, verbrachte seine Jugend in Feldkirch. Er maturierte 1958, unter anderem mit Erwin Kräutler, am Bundesgymnasium Feldkirch und studierte zunächst Medizin an der Leopold-Franzens-Universität Innsbruck und an der Universität Wien, wo er 1964 zum Dr. med. promoviert wurde.
In Wien lernte er die katholische Organisation Opus Dei kennen, eine Personalprälatur der römisch-katholischen Kirche, der hauptsächlich Laien angehören. 1961 oder im Alter von 22 Jahren trat er dem Opus Dei als Numerarier (zölibatäres Mitglied) bei. Nach seiner Promotion war Küng als Sekundararzt im Kaiserin-Elisabeth-Spital und als  Leiter des neu errichteten Opus-Dei-Studentenheimes Birkenbrunn im 19. Wiener Gemeindebezirk tätig. Von 1965 bis 1969 studierte er Katholische Theologie an der Päpstlichen Lateranuniversität in Rom und wurde mit der Arbeit „Das sakramentale Mysterium bei Mathias Joseph Scheeben“ zum Dr. theol. promoviert. 1969 war er Arzt an der IV. Medizinischen Abteilung des Landeskrankenhauses Graz und baute in der Stadt das dortige Opus Dei auf. Klaus Küng empfing am 23. August 1970 in Madrid die Priesterweihe und war als Kaplan in der Wiener Peterskirche tätig. Von 1976 bis 1989 leitete er als Regionalvikar das Opus Dei Österreich.
Am 22. Dezember 1986 berichteten die „Vorarlberger Nachrichten“, Papst Johannes Paul II. werde Regionalvikar Klaus Küng zum Bischof von Feldkirch ernennen. Radio Vatikan bestätigte. Priesterrat und Leitung der Diözese sahen sich hintergangen. Küng hatte schon vorher gesagt, er wisse nichts. Der Vatikan wartete mehr als zwei Jahre, bis sich die Wogen etwas geglättet hatten. Am 21. Jänner 1989 gab er Küngs Ernennung endgültig bekannt. Die Bischofsweihe in Feldkirch spendete ihm sein Amtsvorgänger Bruno Wechner am 5. März 1989; Mitkonsekratoren waren Georg Eder, Erzbischof von Salzburg, und Reinhold Stecher, Bischof von Innsbruck. Am Tag vor der Bischofsweihe fand ein Schweigemarsch mit 5000 Teilnehmern statt. Im Jänner 1990 rief die Vorarlberger Aktionsgemeinschaft „Kirche sind wir alle“, die „durch Protestaktionen gegen die Bestellung von Klaus Küng zum Bischof von Feldkirch“ bekannt geworden war, dazu auf, den Kirchenbeitrag nicht mehr an die Diözese Feldkirch zu zahlen. Er solle an andere kirchliche Institutionen wie die Pfarrei umgewidmet werden: man sei nicht mehr bereit, „jene Amtsträger zu unterstützen, die eine Vorschrifts- und Verbotskirche wollen“. Als Bischof von Feldkirch zeigte Küng u. a. Sympathien für das Engelwerk und nahm dessen Mitglied Norbert Tscholl in die Diözese auf. Küngs bischöflicher Wahlspruch ist „Serviam“ (dt.: Ich will dienen).
Am 20. Juli 2004 wurde er zum Apostolischen Visitator in der Diözese St. Pölten bestellt, um die Situation in der Diözese und im Priesterseminar zu klären, nachdem Vorwürfe der Kinderpornografie und praktizierter Homosexualität bekannt geworden waren. Am 7. Oktober 2004 wurde Küng durch Papst Johannes Paul II. zum Bischof von St. Pölten und damit als Nachfolger von Bischof Kurt Krenn ernannt. Die feierliche Amtseinführung von Bischof Küng fand am 28. November 2004 statt. In einem Dekret der Kongregation für den Klerus bestätigte Papst Benedikt XVI. die von Bischof Küng gegenüber den früheren Seminarausbildnern Ulrich Küchl und Rothe verhängten Kirchenstrafen und sämtliche getroffenen seelsorglichen Sicherungsmaßnahmen definitiv. Damit wurde eine Entscheidung getroffen, "die den aufgetretenen Konflikt endgültig zu beheben vermag. Dabei soll einerseits den genannten Priestern die für einen fruchtbaren Vollzug des eigenen priesterlichen Lebens notwendige innere Ruhe ermöglicht werden, andererseits ist eine Situation zu schaffen, in welcher der Ordinarius die eigene bischöfliche Autorität in der Diözese zum Wohle aller voll ausüben kann."
Bischof Küng war Mitglied der Kongregation für den Klerus und Konsultor des Päpstlichen Rates für die Familie.
Er gilt als entschiedener Gegner der aktiven Sterbehilfe, der Abtreibung und Empfängnisverhütung, aber auch als „Familienbischof“. Als solcher hat er die Bewegung Hauskirche initiiert und die Initiative Christliche Familie gegründet. Seit 2004 war er in der Österreichischen Bischofskonferenz der Vorsitzende der Finanzkommission.
Mit dem 16. Dezember 2006 wurde Küng Ehrenmitglied der K.Ö.a.V Floriana im ÖCV und trägt den Couleurnamen Hippolyt.
Ab 2010 war Küng Vorsitzender des leitenden Kuratoriums der von der Österreichischen Bischofskonferenz gegründeten „Stiftung Opferschutz“, über die finanzielle Hilfeleistungen für die Opfer von sexuellem Missbrauch durch Amtsträger der katholischen Kirche in Österreich abgewickelt werden.
Sein zum 75. Geburtstag eingereichtes Rücktrittsgesuch „nunc pro tunc“ („jetzt für später“) nahm Papst Franziskus im Dezember 2015 an und verlängerte zugleich die Amtszeit um ein Jahr. Am 17. Mai 2018 nahm der Papst seinen altersbedingten Rücktritt an und ernannte den bisherigen Bischof von Gurk-Klagenfurt, Alois Schwarz, zu Küngs Nachfolger. Küng ist gegenwärtig Ordensprälat des St-Georgs-Ordens (Habsburg-Lothringen).

## Missbrauchsvorwürfe
2019 warf der ehemalige Subregens des nach dem Priesterseminarskandal von St. Pölten von Küng geschlossenen Seminars, Wolfgang F. Rothe, Küng einen versuchten sexuellen Übergriff gegen seine Person im Jahr 2004 vor, davor habe Küng ihm ein Beruhigungsmittel aus der Gruppe der Benzodiazepine verabreicht. Küng wies die Vorwürfe zurück und erklärte hierzu, er behalte sich rechtliche Schritte gegen wahrheitswidrige Behauptungen vor. Als „weitgehend unstrittig“, so der Wortlaut der Süddeutschen Zeitung, gelte folgender Hergang: Nachdem Küng den Subregens von all seinen Aufgaben entbunden hatte, soll dieser einen Schwächeanfall erlitten haben, dem der promovierte Mediziner Küng mit der Verabreichung eines Diazepampräparats beigekommen sei. Rothe sei später dann von demselben zu seiner Wohnung gebracht worden und nach Weinkonsum vom Balkon seiner Obergeschosswohnung (1. Obergeschoss) gestürzt, wobei er sich einen Handbruch zugezogen haben soll. 2020 wurden die Beschuldigungen zur kirchlichen Überprüfung an die Kongregation für die Bischöfe weitergeleitet. Wie die Diözese St. Pölten auf ihrer Homepage mitteilt, stuft die Bischofskongregation die Vorwürfe „nach eingehendem Studium“ als haltlos ein, der Fall wurde zu den Akten gelegt. Alle Beteiligten wurden über den Ausgang der Prüfungen informiert.
Anfang 2021 berichtete die Süddeutsche Zeitung, dass es „in Sachen Rothe/Küng keine transparente kirchliche Ermittlung gegeben“ habe. Nicht einmal der Betroffene selbst sei von den zuständigen kirchlichen Institutionen befragt worden. Stattdessen habe der Nachfolger von Küng als Bischof von St. Pölten, Alois Schwarz, von Rothe verlangt, aufgrund der Haltlosigkeit der Vorwürfe diese „ab sofort nicht weiterhin in der Öffentlichkeit aufrecht zu erhalten oder zu verbreiten“. Auf Nachfragen der Süddeutschen Zeitung zu dieser Causa habe das Bistum St. Pölten auf frühere Äußerungen von Bischof Küng verwiesen.
Zeitungen der Funke Mediengruppe berichteten im März 2021, dass von der zuständigen Staatsanwaltschaft gegen Küng „wegen versuchter Vergewaltigung“ ermittelt, „das Verfahren aber wegen Verjährung“ eingestellt wurde. Katharina Brandner, Leiterin der Pressestelle im Bistum St. Pölten, bestätigte, dass die von Rothe gegen Küng vorgebrachten Vorwürfe „Gegenstand umfangreicher polizeilicher Prüfungen“ gewesen seien.
Außerdem berichtete die Süddeutsche Zeitung, dass sich Rothe 2005 im Auftrag von Küng einem forensisch-psychiatrischen „Schwulentest“ unterziehen musste. Konkret sollte das Gutachten zu der Frage Stellung nehmen, ob bei dem betreffenden Geistlichen „eine homosexuelle Neigung vorliegt, die eine Einschränkung seiner Einsatzmöglichkeiten als angeraten, angebracht oder unbedingt empfohlen erscheinen lässt“. Die Einsatzmöglichkeiten beziehen sich dabei ausdrücklich „auch auf die seelsorgerische Tätigkeit mit Jugendlichen und jungen Erwachsenen“. Der Forensiker Harald Dreßing, einer der Autoren der MHG-Studie, bewertete die von Bischof Küng vorgegebene Fragestellung des Gutachtens laut Süddeutscher Zeitung als „ungeheuerlich“ und „eindeutig diskriminierend“. Auf die Frage, ob er den Auftrag für ein solches Gutachten annehmen würde, antwortete er: „Definitiv nein“. Die Diözese St. Pölten habe die Fragen der Süddeutschen Zeitung zu diesem Sachverhalt ebenfalls unbeantwortet gelassen.
Im 2021 erschienenen autobiografischen Werk Missbrauchte Kirche verzichtet Rothe unter Hinweis auf die kirchlichen Strafandrohungen zwar darauf, den Vorwurf eines versuchten sexuellen Übergriffs erneut explizit zu erheben, er setzt aber voraus, dass dies der informierten Öffentlichkeit bekannt ist. Das Oberlandesgericht Wien urteilte 2022, dass „die Missbrauchsvorwürfe Rothes belegbar“ seien; zudem ließ es in dem Zusammenhang auch die Behauptung, Küng sei selbst homosexuell, zu. Außerdem berichtet Rothe von einem weiteren Übergriff Küngs und erneuerte den Vorwurf eines von Küng verlangten forensisch-psychiatrischen „Schwulentests“ sowie einer ebenfalls von Küng angeordneten „Klosterhaft“.
Nach Erscheinen des Buchs Missbrauchte Kirche verklagte Küng den herausgebenden Droemer Verlag vor dem Landesgericht für Strafsachen Wien. Die Klage richtete sich aber nicht gegen die im Buch ausführlich thematisierten Missbrauchsvorwürfe, sondern gegen die damit implizit einhergehende „Anschuldigung“, Küng sei selbst homosexuell. Konkret beanstandet wurden zwei eher beiläufige Verweise auf das so genannte „Bischofsouting“ von 1995. Damals hatte der Generalsekretär der Homosexuelleninitiative Wien, Kurt Krickler, vier österreichische Bischöfe, darunter Küng, öffentlich als homosexuell „geoutet“. Küng hatte sich (wie die drei anderen Bischöfe) gegen diese Behauptung gerichtlich zur Wehr gesetzt und war damit erfolgreich gewesen. In seiner Klage gegen das Buch Missbrauchte Kirche sah er sich durch die Erwähnung dieses Ereignisses in seinem höchstpersönlichen Lebensbereich verletzt und verlangte eine Entschädigung sowie die Veröffentlichung einer kurzen Mitteilung über die Einleitung des Verfahrens. Letzteres wurde vom Gericht mit der Begründung abgewiesen, dass „nicht davon auszugehen (sei), dass die Anspruchsvoraussetzungen für die Zuerkennung einer Entschädigung bestehen“. Gegen diesen Beschluss legte Küng Beschwerde beim Oberlandesgericht Wien ein, wobei er mit einem Mal auch die im Buch thematisierten Missbrauchsvorwürfe beanstandete. Trotzdem gab das Gericht seiner Beschwerde nicht statt: „Da die inkriminierte Veröffentlichung sich just mit dem Handeln der kirchlichen Organe und deren Dogmen im Zusammenhang mit der Sexualmoral und dem Thema des sexuellen Missbrauchs bzw. des oftmals mit diesen Verhaltensweisen einhergehenden Missbrauchs von Macht- und Autoritätsverhältnissen befasst, ist die ohnehin nur am Rande und vor allem im Zusammenhang mit einem angezeigten Sexualverbrechen erwähnte Information, dass der Antragsteller (= Bischof Küng) selbst homosexuelle Neigungen haben soll, [...] im Rahmen der vom Autor angestrebten Debatte von öffentlichem Interesse.“ Bischof Küng zog daraufhin seine Klage zurück, woraufhin das Verfahren eingestellt und der Beschluss rechtskräftig wurde.
Seit Sommer 2023 wird Küng von der Internetplattform BishopAccountability, der weltweit größten Datenbank von dokumentierten Fällen sexuellen Missbrauchs durch Amtsträger der katholischen Kirche, unter den Bischöfen gelistet, die begründetermaßen des sexuellen Missbrauchs beschuldigt werden.
Im September 2023 berichteten die Salzburger Nachrichten über den mutmaßlichen Missbrauchsbetroffenen Josef Henfling, der sich an Küng gewandt und von seinen Missbrauchserfahrungen berichtet und ihn um Hilfe gebeten habe. Küng habe daraufhin aber nichts unternommen und insofern gegen die seit 2019 bestehende Meldepflicht jedes Missbrauchsverdachts verstoßen. Die Diözese St. Pölten gab im Dezember 2023 bekannt, dass sowohl die Missbrauchsvorwürfe von Josef Henfling als „auch die Umstände einer möglicherweise nicht erfolgten Meldung“ durch Küng „genau geprüft“ würden.
Ende 2024 wurde Rothe vom Vorsitzenden der Deutschen Bischofskonferenz, Bischof Georg Bätzing, in den Betroffenenbeirat der Deutschen Bischofskonferenz berufen. Voraussetzung dafür ist der Deutschen Bischofskonferenz zufolge die kirchliche Anerkennung als Missbrauchsbetroffener.

## Ehrungen, Auszeichnungen und Mitgliedschaften
- Goldenes Ehrenzeichen des Landes Vorarlberg (2005)
- Großes Goldenes Ehrenzeichen mit dem Stern für Verdienste um die Republik Österreich (2006)[44]
- Goldenes Komturkreuz mit dem Stern des Ehrenzeichens für Verdienste um das Bundesland Niederösterreich (2008)
- Ehrenring der Stadt St. Pölten (2016)
- Mitglied der K.Ö.M.V. Nibelungia St. Pölten im MKV (22. Mai 1909)[45]